# Sécurité des aliments en Chine
La sécurité sanitaire des aliments est une préoccupation croissante en Chine. Les productions principales de l'agriculture chinoise sont le riz, le maïs, le blé, le soja et le coton, plus les pommes et autres fruits et légumes,. Les principaux produits de l'élevage sont le porc, le bœuf, les produits laitiers, et les œufs. Le gouvernement chinois surveille la production agricole, ainsi que la fabrication des emballages des aliments, les récipients, les additifs chimiques, la production de médicaments et la règlementation des entreprises.
À partir des années 2000, il a tenté de consolider les lois sur l’alimentation avec la création en 2003 de l'Administration d'État des aliments et des médicaments (SFDA), transformée en 2013 en Administration des aliments et des médicaments de Chine (en) (CFDA) ; les officiels ont été soumis à une pression publique et internationale croissante pour résoudre des problèmes récurrents de sécurité sanitaire des aliments (notamment la question de l'huile d'égout et le scandale du lait frelaté en 2008).

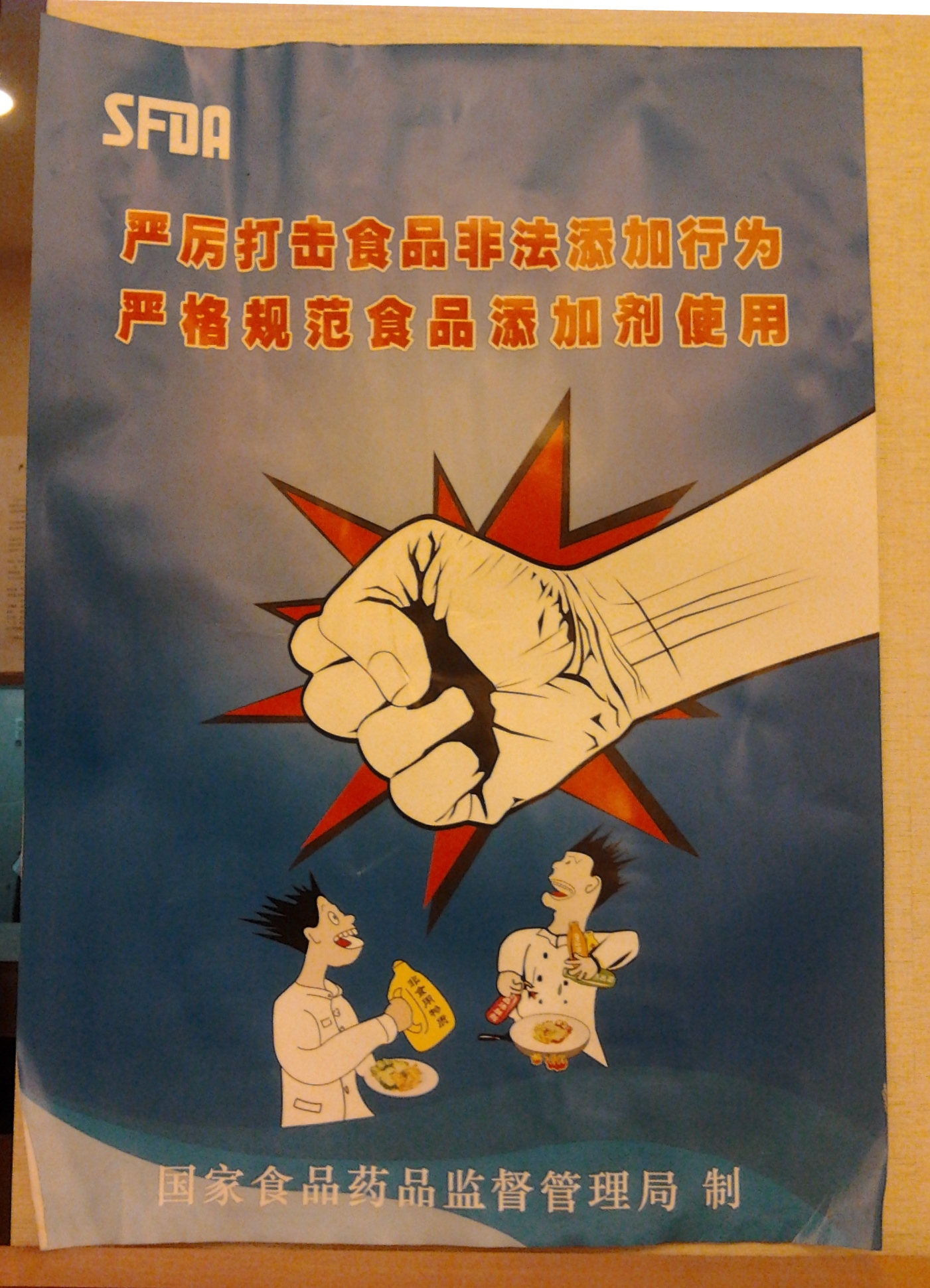
La SFDA lutte contre les additifs alimentaires illégaux et contrôle strictement leur usage. (affiche photographiée en 2012).